# Tettigoniopsis daisenensis
Tettigoniopsis daisenensis är en insektsart som beskrevs av Yamasaki 1985. Tettigoniopsis daisenensis ingår i släktet Tettigoniopsis och familjen vårtbitare. Inga underarter finns listade i Catalogue of Life.